# Franz Peter Lang
Franz Peter Lang (* 3. Juni 1948 in Mainz) ist ein deutscher Wirtschaftswissenschaftler. Von 1990 bis 2019 war er Professor am Institut für Volkswirtschaftslehre der Technischen Universität Braunschweig.

## Wissenschaftliche Laufbahn
Das Studium der Wirtschaftswissenschaften an der Johann Wolfgang Goethe-Universität Frankfurt am Main und der Johannes Gutenberg-Universität Mainz schloss Lang 1976 als Diplomvolkswirt ab. Anschließend war er als wissenschaftlicher Assistent tätig, zunächst an der damaligen Gesamthochschule Essen (seit 2003: Universität Duisburg-Essen), wo er 1979 promoviert wurde, dann an der Ruhr-Universität Bochum, wo er sich 1986 habilitierte.
Nach Lehre und Forschung an der Tongji-Universität in Shanghai (China) sowie Lehrstuhlvertretungen an der Universität Mannheim und an der Universität des Saarlandes, nahm er 1989 einen Ruf an die TU Braunschweig an, wo er bis 2019 tätig war. Von 1991 bis 2001 war er nebenamtlich Gründungsrektor der privaten FOM – Hochschule für Oekonomie und Management.
Lang war „Policy Fellow“ des Instituts Zukunft der Arbeit (IZA), ist Mitglied im 'Advisory Board' der Global Labour Organization, war Mitherausgeber des Journals Herald of Kyiv National University of Trade and Economics und des Journals European Cooperation.

## Forschung
Seine frühen Arbeiten beschäftigen sich mit raumwirtschaftlichen Problemen, dem außenwirtschaftlich induzierten Strukturwandel und computergestützten dynamischen Analysen zu geld- und währungspolitischen Fragen. Nach 1989 widmete er sich Problemen des Transformationsprozesses. Von 2015 bis 2019 arbeitete er in dem Forschungsprogramm „Vernetzte Quartiere für den Zukunftsraum Wolfsburg, Strategien zur Umsetzung der Energiewende im städtischen Kontext“ des Bundesministeriums für Wirtschaft und Energie mit.

## Sonstiges
Lang war Mitunterzeichner des eurokritischen Manifests Die währungspolitischen Beschlüsse von Maastricht: Eine Gefahr für Europa (1992).

## Schriften (Auswahl)
Publikationsverzeichnisse finden sich auf der Webpräsenz der TU Braunschweig und beim wirtschaftswissenschaftlichen Informationsdienstleister WiWi-Online:
- Raumwirtschaftliches Modell der Stadtentwicklung. Eine rechnergestützte Analyse als Entscheidungshilfe für die kommunale Wirtschafts- und Entwicklungspolitik. Verlag Peter D. Lang, Frankfurt am Main 1980, ISBN 978-3-8204-6833-5. (=Wirtschaftswissenschaftliche Dissertation an der Gesamthochschule Essen, 1979)
- Eportboom und Deindustrialisierung. Realer Wechselkurs, internationale Einkommenstransfers und Allokation. Verlag Weltarchiv, Hamburg 1988, ISBN 978-3-87895-343-2.
- Integration und Transformation. Essays zur wirtschaftlichen Entwicklung in Deutschland und Osteuropa. Akad.-Verl.-und-Dr.-Ges., Essen 1996, ISBN 978-3-89275-011-6.
- Innovations- und Wettbewerbsfähigkeit in der Bürokratiefalle. Institut für Wirtschaftswissenschaft der Technischen Universität Braunschweig 1999, ISBN 978-3-933628-16-9

als Herausgeber
- mit Renate Ohr: International Economic Integration, Physica-Verlag, Heidelberg 1995, mit Jürgen Ensthaler, Franz Heidhues, Gerhard Rübel, Wolf Schäfer, Theresia Theurl und M.A.G. van Meerhaeghe.
- Außenwirtschafts-Alphabet. 7., vollst. überarb. und erw. Aufl. Deutsche Bank, Bern, Stuttgart, Wien 1998, ISBN 978-3-258-05739-2.
- mit Reza Asghari: Islam und sozio-ökonomische Entwicklung (Konferenzschrift). MA, Akad.-Verl.- und Dr.-Ges., Essen 2000, ISBN 978-3-89275-033-8.
- mit Renate Ohr: Integration, Währung und Wachstum – Dimensionen internationaler Wirtschaftsbeziehungen. Festschrift für Dieter Bender zum 60. Geburtstag. Duncker und Humblot, Berlin 2002, ISBN 978-3-428-10658-5.

## Belege
1. ↑  Die folgende Darstellung der wissenschaftlichen Laufbahn beruht – wenn nicht anders angegeben – auf dem Eintrag zur Person auf der Website der TU Braunschweig (Memento des Originals vom 21. Juli 2020 im Internet Archive)  Info: Der Archivlink wurde automatisch eingesetzt und noch nicht geprüft. Bitte prüfe Original- und Archivlink gemäß Anleitung und entferne dann diesen Hinweis.; abgerufen am 12. Juli 2020.
2. ↑  Eintrag zur Person auf der Website der TU Braunschweig (Memento des Originals vom 21. Juli 2020 im Internet Archive)  Info: Der Archivlink wurde automatisch eingesetzt und noch nicht geprüft. Bitte prüfe Original- und Archivlink gemäß Anleitung und entferne dann diesen Hinweis.; abgerufen am 12. Juli 2020.
3. ↑  siehe Liste der Unterzeichner bei der Online-Wiedergabe des Manifests im wirtschaftswissenschaftlichen Blog Wirtschaftliche Freiheit, Blogeintrag vom 11. Dezember 2016; abgerufen am 12. Juli 2020.
4. ↑  Publikationen seit 2006 (Memento des Originals vom 20. Juli 2020 im Internet Archive)  Info: Der Archivlink wurde automatisch eingesetzt und noch nicht geprüft. Bitte prüfe Original- und Archivlink gemäß Anleitung und entferne dann diesen Hinweis.; abgerufen am 20. Juli 2020.
5. ↑  ältere Publikationen vor 2000; abgerufen am 20. Juli 2020.

| Personendaten    | Personendaten     |
| ---------------- | ----------------- |
| NAME             | Lang, Franz Peter |
| ALTERNATIVNAMEN  | Lang, Peter       |
| KURZBESCHREIBUNG | deutscher Ökonom  |
| GEBURTSDATUM     | 3. Juni 1948      |
| GEBURTSORT       | Mainz             |